# مالمی جنوبی
مالْمی جنوبی (به فنلاندی: Ala-Malmi) یک منطقهٔ مسکونی در فنلاند است که در هلسینکی واقع شده‌است.